# Odders kommun
Odders kommun är en kommun i Region Mittjylland i västra Danmark.

## Borgmästarlista
- Søren Aagaard, 1 april 1970–31 mars 1978[3]
- Vagn Mikkelsen, 1 april 1978–31 december 1985[3]
- Erik Toftegaard, 1 januari 1986–31 december 1989[3]
- Gerda Pedersen, 1 januari 1990–31 december 1993[3]
- Iver Tesdorpf, 1 januari 1994–31 december 1997[3]
- Elvin J. Hansen, 1 januari 1998–31 december 2005
- Niels-Ulrik Bugge, 1 januari 2006–31 december 2009
- Elvin J. Hansen, 1 januari 2010–31 december 2013
- Uffe Jensen, 1 januari 2014–31 december 2021
- Lone Jakobi, 1 januari 2022–

Denna lista hämtas från Wikidata. Informationen kan ändras där.

## Tätorter
| Ort           | Folkmängd 2024 |
| ------------- | -------------- |
| Bovlstrup     | 292            |
| Gylling       | 654            |
| Hov           | 1692           |
| Hundslund     | 561            |
| Kysing Næs    | 200            |
| Neder Randlev | 210            |
| Odder         | 13274          |
| Saksild       | 882            |
| Torrild       | 216            |
| Ørting        | 640            |